# Anteon ngoyense
Anteon ngoyense  (лат.) — вид мелких ос из семейства Dryinidae. Встречаются в Южной Африке (восточная провинция Квазулу-Натал: Ngoye Forest). Вид назван по месту обнаружения (лес Ngoye Forest). Длина тела самцов 1,87 мм. Голова и грудка чёрные, брюшко, усики, ноги и мандибулы буроватые. Соотношение члеников усиков равно 9:4:3.5:4:4:4:4:4:4:6. Скутум блестящий, нотаули неразвиты, их длина равна 0,25 длины скутума. Скутеллюм и метанотум блестящие, без скульптуры. Формула шпор голеней: 1,1,2. Проподеум сетчатоморщинистый.